# Astrodaucus persicus
Astrodaucus persicus là một loài thực vật có hoa trong họ Hoa tán. Loài này được (Boiss.) Drude mô tả khoa học đầu tiên năm 1898.